# Overheadprojektor

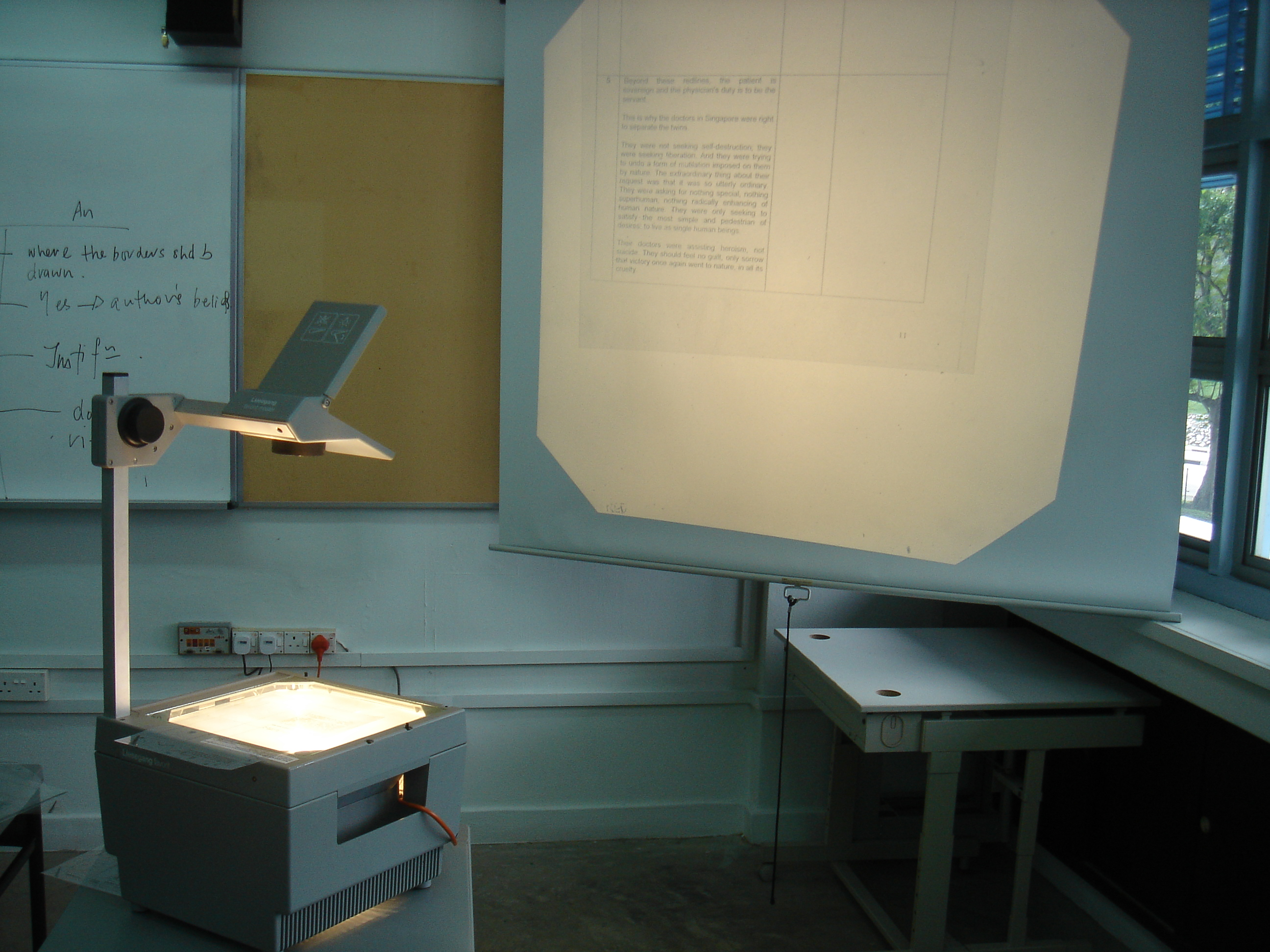
Tageslichtprojektor in Betrieb

Als Overheadprojektor (kurz Overhead genannt) bezeichnet man optische Bildwerfer (lichtwerfende Geräte mit großem Objektfeld), die auf transparente Folien angebrachte Schrift, Bilder und Grafiken zum optischen Vermitteln von Informationen vergrößert diaskopisch auf eine Bildwand projizieren. Seltenere Bezeichnungen sind Tageslichtprojektor, Tageslichtschreiber, Schreibprojektor und Arbeitsprojektor. In der ehemaligen DDR war und ist der Markenname Polylux auch als Gattungsbegriff gängig, in der Schweiz auch Hellraumprojektor oder Prokischreiber. Dieser Begriff war auch in der Bundeswehr üblich.

## Geschichte
Vorläufer der Tageslichtprojektoren sind die Epidiaskope, zum Beispiel das Modell Trajanus von Liesegang mit dem Vertikalansatz von 1927.

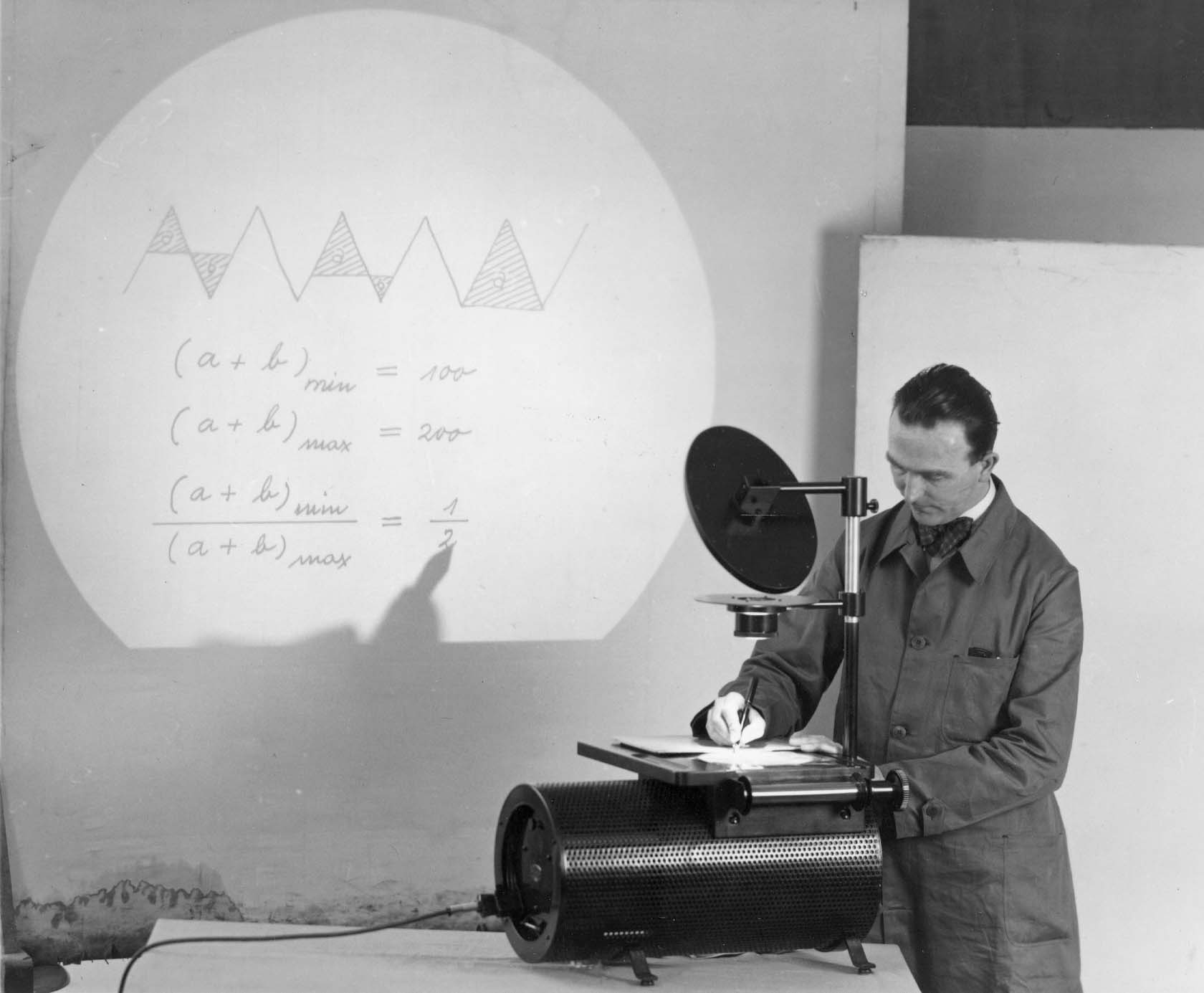
Belsazar Schreib-Projektions-Apparat

1931 entstand nach einer Idee von Walther Bauersfeld bei Carl Zeiss der Schreib-Projektions-Apparat „Belsazar“. Über einer 20 × 20 Zentimeter großen Glasplatte wurde mittels zweier Rollen ein Cellophanband transportiert, das mit einem Fettstift oder mit Spezialtinte beschrieben werden konnte. Alternativ konnten Glas- oder Cellophanplatten beschriftet werden bzw. Diapositive oder auf die Projektionsfläche (oder Nutzfläche) gelegte Gegenstände verwendet werden. Die Projektion erfolgte wie bei heutigen Ausführungen über einen in der Neigung verstellbaren Spiegel. Zur Kühlung diente eine Wasserkammer.

## Funktionsweise

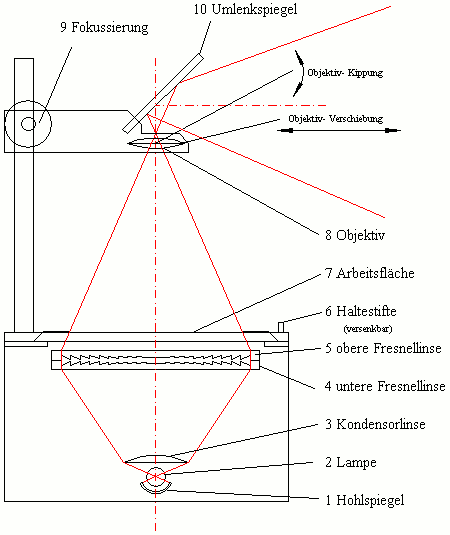
Funktionsweise eines Tageslichtprojektors

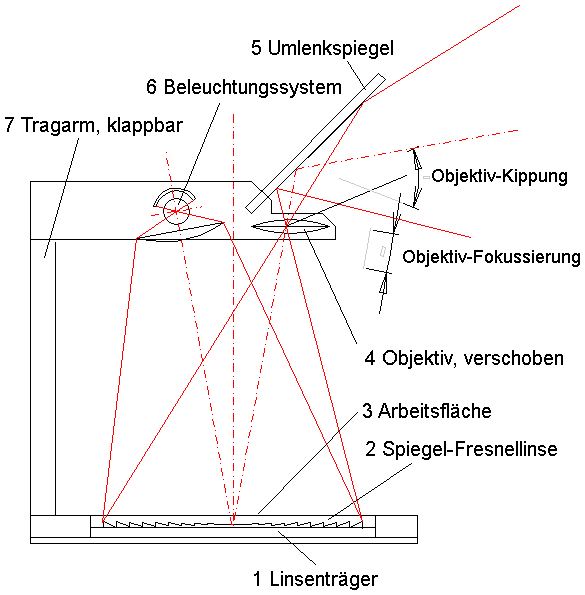
Tageslichtprojektor mit symmetrischer Spiegel-Fresnel-Linse, als Kompaktgerät zusammenklappbar

Ein Tageslichtprojektor funktioniert ähnlich wie ein Diaprojektor, bei welchem die Projektionsart jedoch eine Dunkelraumprojektion ist. Die Stelle des vertikalen Dias nimmt eine horizontale, beleuchtete, meistens mit einer beschreibbaren transparenten Folie bedeckte Arbeitsfläche ein. Der vertikale Strahlengang wird mit einem nach dem Objektiv angeordneten Spiegel horizontal zu einer Bildwand weitergeführt. Die Arbeitsfläche besteht bei Standgeräten aus einer Glasscheibe oberhalb der Fresnel-Linse. Die Beleuchtung unterhalb der Fresnel-Linse besteht aus einer Lampe, einem Infrarot durchlässigen Hohlspiegel und in der Regel einer Kondensorlinse, die oft Infrarot reflektierend beschichtet ist. Als Lampen wurden Hochvolt-Halogenlampen, später Niedervolt-Halogenlampen oder auch Halogenmetalldampflampen verwendet. Zur Erhöhung der Lampenlebensdauer ist oft eine Sparschaltung möglich. Die Sparschaltung reduziert den Lichtstrom nur wenig, erhöht aber die Lebensdauer der Lampe erheblich.
Der vertikale Strahlengang wird durch die Fresnel-Linse im Objektiv gebündelt und dann über einen Umlenkspiegel horizontal zu einer Bildwand weitergeführt. Diese Form der Lichtführung findet sich vor allem bei tragbaren Arbeitsprojektoren. Die Umlenkung am Spiegel ist so vorgenommen, dass der mit dem Projektor arbeitende Vortragende die Bildwand im Rücken hat und ins Publikum schaut. Er hat das zu Projizierende auf der Folie seitenrichtig vor sich und kann es während des Vortrags handschriftlich ergänzen.
Eine Aufwärtsprojektion auf eine senkrechte Bildwand verzerrt das Bild. Aus einem Quadrat wird ein Trapez. Zur Vermeidung dieser Verzerrung kann die Bildwand nach vorn gekippt werden, oder das Objektiv wird verschoben. Der Umlenkspiegel bleibt bei dieser Linsenverstellung auch Objektiv-Verstellung unter einem Winkel von 45° und die Projektion erfolgt auf die senkrechte Bildwand, aber höher. Wird nur der Umlenkspiegel geneigt, entsteht zusätzlich zur Verzerrung eine Unschärfe durch die unterschiedlichen Abstände des oberen und des unteren Bildrandes. Das Bild wird wegen der begrenzten Schärfentiefe partiell unscharf. Durch Kippen des Objektives kann diese Unschärfe ausgeglichen werden.
Die Projektion ist als Tageslichtprojektion oder Hellraumprojektion (im Gegensatz zur Dunkelraumprojektion) so lichtstark, dass sie bei Umgebungslicht (Tageslicht oder Kunstlicht) im Vorführraum in der Regel ohne Verdunklung auskommt, daher die Bezeichnung „Tageslichtprojektor“. Bei kompakten Geräten befindet sich die Beleuchtungseinrichtung oben neben dem Spiegel und die Arbeitsfläche ist als Spiegel-Fresnel-Linse ausgeführt. 
Aufgrund der hohen Hitzeentwicklung der Leuchtmittel verfügen Tageslichtprojektoren in den meisten Fällen über Ventilatoren zur Kühlung.

## Bauformen
Alle Bauformen verwenden für die Größe des Objektfeldes zwei standardisierte Größen:
- ausgehend von 10 Zoll ist die Größe 250 Millimeter mal 250 Millimeter
- ausgehend von DIN-A4 hoch / quer ist die Größe 285 Millimeter mal 285 Millimeter.

### Standgeräte
Durch die Wahl unterschiedlicher Objektive kann das Verhältnis von Projektionsabstand zu Bildgröße verändert werden. Bei gleichem Abstand wird das Bild größer, je kürzer die Brennweite ist und kleiner, je länger die Brennweite ist.
Für Standgeräte wird meist eine Brennweite von 315 mm verwendet.
Für kompakte Geräte wird oft ein Vario-Objektiv von f= 280–320 mm verwendet.
|                          | Standgeräte mit f= 315 mm | Standgeräte mit f= 315 mm | Standgeräte mit f= 315 mm | Standgeräte mit f= 315 mm | Varioobjektiv mit f= 280–320mm | Varioobjektiv mit f= 280–320mm | Varioobjektiv mit f= 280–320mm |
| ------------------------ | ------------------------- | ------------------------- | ------------------------- | ------------------------- | ------------------------------ | ------------------------------ | ------------------------------ |
| Projektionsabstand in m  | 1,5                       | 2,0                       | 2,5                       | 3,0                       | 1,5                            | 1,8                            | 2,0                            |
| ungefähre Bildgröße in m | 1,2                       | 1,6                       | 2,1                       | 2,5                       | 1,3                            | 1,6                            | 1,8                            |

Wenn das Gerät in einem Tisch oder Projektionswagen eingesetzt wird, sollten alle Bedienelemente auf der Oberseite des Projektors zugänglich sein. Dazu gehören der Ein-aus-Schalter, Sparschalter, eine Justiermöglichkeit für das Lampenhaus und evtl. auch der Lampenwechsler. Nach dem Aufklappen der Arbeitsplatte muss die Netzspannung zwangsweise abgeschaltet werden und eine defekte Lampe kann dann gewechselt werden. Dazu muss die Kondensorlinse über der Lampe noch aufgeklappt oder entnommen werden.
Der Abstand zwischen Arbeitsfläche und Objektiv wird je nach Projektionsentfernung beim Fokussieren verändert. Da das Bild der Lampe im Objektiv abgebildet werden muss, ist für die Beleuchtungseinrichtung eine Justierung vorgesehen. Bei Verwendung von Varioobjektiven ist diese Justierung nicht erforderlich, da der Abstand zur Arbeitsplatte beim Fokussieren nicht verändert wird.
Als Lampen für einfache Ansprüche an den Lichtstrom werden Halogenlampen 24 Volt / 250 Watt, für größere Ansprüche auch Halogenlampen 36 Volt / 400 Watt verwendet. Für große Räume mit großen Bildwänden, je nach Umgebungslicht 10 Quadratmeter und mehr, stehen Ausführungen mit Halogenmetalldampflampen 400 Watt oder 575 Watt zur Verfügung. Projektoren mit Metalldampflampen sollten über eine sofortige Wiederzündung verfügen.

### Reisegeräte

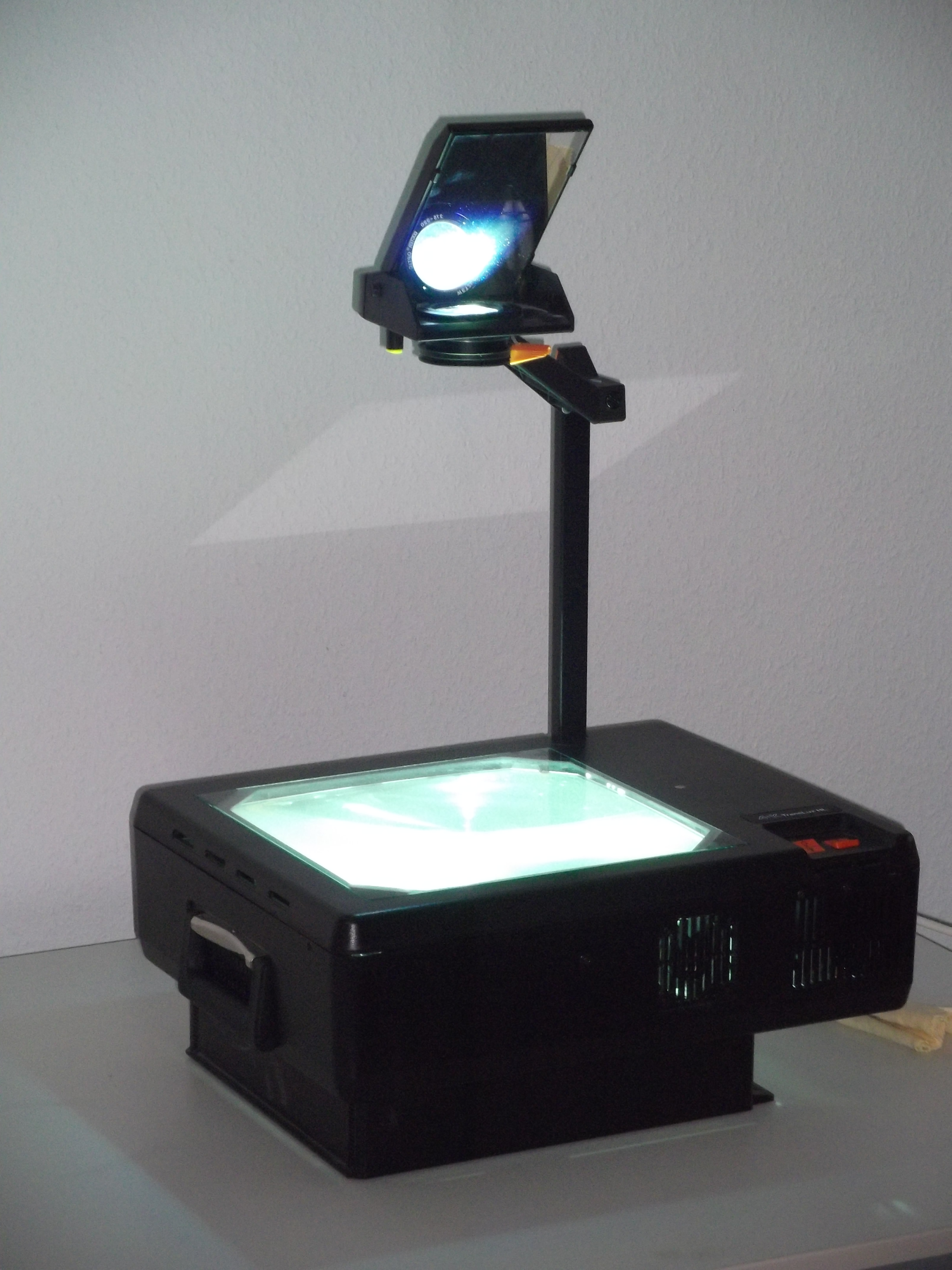
Overhead für Durchlicht in Projektionstellung
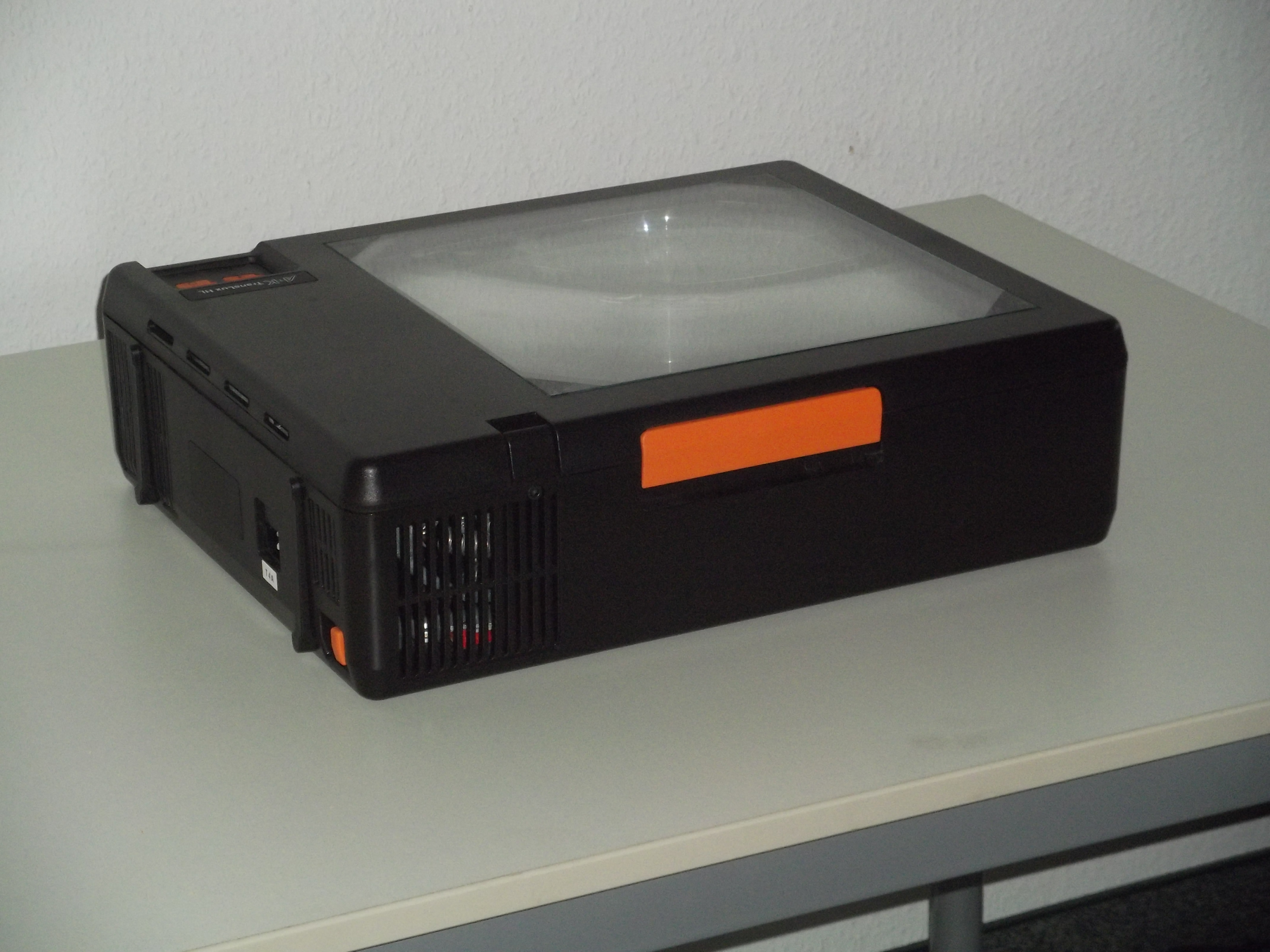
Overhead kompakt, mit eingeklappter Säule für den Transport
- Overhead mit symmetrischer Spiegel-Fresnellinse in Projektionsstellung
- Overhead kompakt für den Transport

Kompakte Reisegeräte sind entweder wie Standgeräte aufgebaut, aber zusammenklappbar, oder sie haben das Beleuchtungssystem neben dem Objektiv im Objektivkopf und die Arbeitsfläche besteht aus einer, auf der Unterseite verspiegelten Fresnel-Linse. Der Objektivkopf kann für den Transport flach auf die Arbeitsplatte geklappt werden. Zusammenklappbare Reisegeräte können mit helleren Lampen, auch Metalldampflampen ausgerüstet werden, was für Reisegeräte mit Spiegel-Fresnel-Linsen nicht möglich ist. 
Bei Geräten, die eine solche Linse nutzen, geht der Projektionsstrahl zweimal durch die Vorlage. Zunächst vom Beleuchtungssystem zur Spiegel-Fresnel-Linse und dann gespiegelt zurück zum Objektiv. Daher können keine dickeren Vorlagen, zum Beispiel Bewegungsmodelle oder LC-Auflagepanels projiziert werden. Es entstehen doppelte Kanten auf dem projizierten Bild.
Die Fresnel-Linse ist auf der Oberseite glatt und mit einer Schutzschicht gegen Beschädigungen geschützt. Auf der Unterseite sind die Rillen verspiegelt. Die Linse soll zur Vermeidung von Doppelkanten möglichst dünn sein. Zur Stabilisierung ist sie auf eine Metallplatte geklebt.
Symmetrische Spiegel-Fresnel-Linsen bedingen eine Verschiebung des Objektives aus der Mitte. Dadurch entsteht eine geringe Aufwärtsprojektion ohne Verzerrung. Das Objektiv muss aber einen größeren Bildkreis abbilden.
Bei unsymmetrischen Spiegel-Fresnel-Linsen kann das Objektiv in der Mitte über der Linse bleiben, die Anforderungen an das Objektiv sind weniger hoch (kleinerer Bildkreis).

### Zubehör

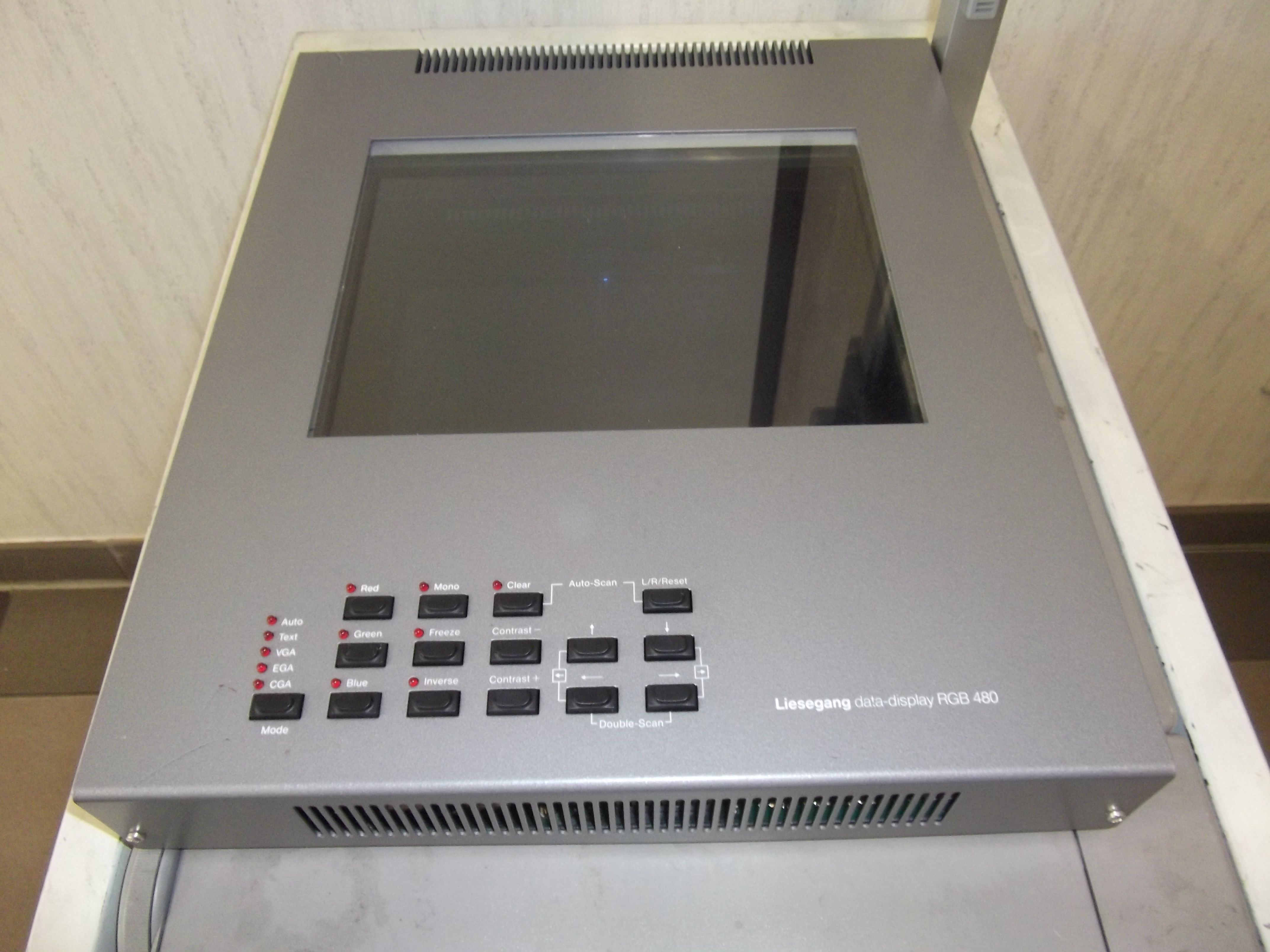
Auflagepanel LCD, Auflösung 640 × 480 Pixel

Auf der Oberfläche der Arbeitsplatte befinden sich versenkbare Haltestifte zur Justierung von vorgefertigten Projektionsfolien mit Rahmen und entsprechenden Lochungen. An den Seitenflächen des Gehäuses sind Befestigungsmöglichkeiten für Zubehör, zum Beispiel Rollenvorrichtung hoch bzw. quer, oder Ablageflächen vorgesehen. Am Objektivkopf kann eine Befestigungsmöglichkeit für einen Blendschutz vorgesehen sein, der für Hochleistungsgeräte trotz blendreduzierter Fresnel-Linse notwendig sein kann.
- Rollenvorrichtung: für Folienrollen fünf oder zehn Meter, auch mehr
- Ablageflächen: als Ablageflächen für Folien, Stifte usw. neben der Arbeitsfläche
- Blendschutz: trotz blendreduzierter Fresnel-Linsen teilweise erforderlich
- Diavorsatz: zur Projektion von Dias im Format 5 cm × 5 cm (für Standgeräte, bis 1998)
- Auflagepanels: zur Daten- oder Video-Projektion (bis 1998)

## Anwendung
Tageslichtprojektoren sind eine, auch für ein größeres Auditorium geeignete, Alternative zu Wandtafel, Whiteboard und Flipchart. Sie werden zur Visualisierung von Sachverhalten bei Vorträgen genutzt (etwa in Schulen, an Universitäten oder bei Besprechungen). Man kann an einem Rand zusammenhängende mehrlagige Folien (Overlays) verwenden, die zum Beispiel die Beschriftung einer Zeichnung oder verschiedene Details auf später herunterklappbaren Folien enthalten. Auch zum Auflegen geeignete flache, mitunter sogar bewegliche Modelle aus transparentem Kunststoff (beispielsweise für Mathematik, Physik oder technischen Unterricht) sind erhältlich. Außerdem gibt es Messgeräte mit durchsichtiger Anzeige, die man auf den Projektor legen kann.
Ferner sind – mitunter von Overheadherstellern selbst – auch Auflagepanels auf den Markt gebracht worden, die einen Videoprojektor ersetzen können. Sie werden auf die Arbeitsfläche des Tageslichtprojektors gelegt, und dieser projiziert das auf dem Zusatzgerät angezeigte Bild auf die Bildwand.

## Alternativen
Heute wird der Tageslichtprojektor an vielen Stellen durch eine Kombination aus Videoprojektor und Visualizer (Dokumentenkamera) abgelöst. Das Bild der Kamera am Visualizier wird direkt auf den Videoprojektor übertragen. Dies hat den Vorteil, dass durchsichtige Projektionsfolien überflüssig werden. Es können normale Blätter verwendet und beschrieben werden. Alternativ werden auch interaktive Whiteboards eingesetzt.
Auch eine Präsentation über einen Computer ist am Videoprojektor möglich. Präsentationsprogramme ermöglichen eine Gestaltung mit multimedialen Inhalten wie animierten Texten, Bildern und Videos. Ein Betrachtungsabschnitt eines solchen Programms wird weiterhin Folie genannt.
Episkope ermöglichen die Projektion nicht transparenter Dokumente, wie z. B. Buchseiten. Bearbeitungen während der Projektion sind aber nicht möglich. Außerdem sind Episkope weniger lichtstark und erforderten oft eine Verdunkelung des Raums.